# Nansen Island
Nansen Island är en ö i Antarktis. som ligger i havet utanför Antarktiska halvön. Argentina, Chile och Storbritannien gör anspråk på området.